# میو ایمادا
میو ایمادا (انگلیسی: Mio Imada؛ زادهٔ ۵ مارس ۱۹۹۷) بازیگر، و مدل اهل ژاپن است.